# Постфордизм
Постфордизм (англ. Post-Fordism) — сучасна система економічного виробництва, споживання та супутніх соціально-економічних феноменів, яка стала домінуючою в найбільш економічно розвинених країнах з кінця XX століття. Назва підкреслює новий етап по відношенню до фордизму — системи, сформованої в масовому конвеєрному виробництві Генрі Форда. Нерозривно пов'язана з процесами глобалізації та становлення постіндустріального суспільства.

## Риси
Характеризується такими рисами:
- дрібносерійне виробництво
- вузька спеціалізація продуктів та спеціальностей
- економія розмаху ( en: економія обсягу): витрати виробництва одиниць продукції зменшуються не з великим обсягом випуску, а зі зростанням варіативності — числа продуктів (з загальною елементарною базою), що випускаються
- нові інформаційні технології
- розквіт сфери послуг і білих комірців
- фемінізація робочої сили